# Cleomenes trinotatithorax
Cleomenes trinotatithorax är en skalbaggsart som beskrevs av Mitono 1944. Cleomenes trinotatithorax ingår i släktet Cleomenes och familjen långhorningar. Inga underarter finns listade i Catalogue of Life.